# Elyas M'Barek
Elyas M'Barek (München, 29 mei 1982) is een Oostenrijks acteur in de Duitse filmindustrie. Via zijn vader heeft hij tevens Tunesische wortels. Alhoewel hij zichzelf beschrijft als een katholieke Oostenrijker, loont zijn zwartharige uiterlijk zich voor Turkse rollen, waar hij om bekendstaat.
Zijn eerste professionele optreden was in de film Mädchen, Mädchen. Hij deed enkele gastoptredens in populaire Duitse series, waaronder Verdammt Verlieb (2002), Schulmädchen (2004), Großstadtrevier (2008) en Tatort (2002 en 2009).
M'Barek is vooral bekend voor zijn rol als de Turkse macho Cem Öztürk in de ARD-serie Turks voor beginners (Duits: Türkisch für Anfänger). Deze serie was in Nederland te zien op Nederland 3. In de film Wholetrain speelt M'Barek een hoofdrol.

## Filmografie

### Bioscoopfilms
- 2001: Mädchen, Mädchen als lid van de band Die Chillmeister
- 2002: Epsteins Nacht
- 2006: Wholetrain als Elyas
- 2008: Klau's
- 2008: Die Welle als Sinan
- 2009: Die Prosieben Märchenstunde - Kalif Storch
- 2009: Männerherzen
- 2009: Zweiohrküken
- 2010: Teufelskicker als Flo
- 2010: Zeiten ändern dich als jonge Bushido
- 2011: What a Man
- 2011: Wickie auf großer Fahrt
- 2012: Offroad
- 2012: Türkisch für Anfänger
- 2012: Fünf Freunde
- 2012: Heiter bis wolkig
- 2013: Chroniken der Unterwelt – City of Bones (The Mortal Instruments: City Of Bones) als de vampier Luitenant
- 2013: Fack ju Göhte
- 2013: Der Medicus
- 2014: Who Am I – Kein System ist sicher
- 2014: Männerhort
- 2015: Traumfrauen
- 2015: Fack ju Göhte 2
- 2016: Willkommen bei den Hartmanns
- 2017: Das Pubertier – Der Film (Cameo)
- 2017: Bullyparade – Der Film (Cameo)
- 2017: Fack ju Göhte 3
- 2017: Dieses bescheuerte Herz
- 2019: Der Fall Collini
- 2019: Das perfekte Geheimnis
- 2020: Nightlife
- 2020: Was wir wollten
- 2022: Liebesdings
- 2022: Tausend Zeilen

### Televisiefilms
- 2001: Riekes Liebe
- 2002: Ich schenk dir einen Seitensprung
- 2003: Die Stimmen
- 2006: Deutschmänner
- 2010: Undercover Love
- 2011: Rottmann schlägt zurück
- 2011: Biss zur großen Pause – Das Highschool Vampir Grusical

### Televisieseries
- 2002: Verdammt verliebt (aflevering Jule im Abseits)
- 2002: Samt und Seide
- 2002: Tatort (aflevering Totentanz)
- 2003: Forsthaus Falkenau (aflevering Vertrauen)
- 2004: Schulmädchen
- 2005: Alarm für Cobra 11 – Einsatz für Team 2 (aflevering Zeugenschutz)
- 2006: Abschnitt 40 (aflevering Dienstwaffen)
- 2006–2008: Türkisch für Anfänger als Cem
- 2007–2008: KDD – Kriminaldauerdienst als Timur
- 2008: Großstadtrevier (aflevering Das Geheimnis des Hafenpastors)
- 2008: Im Namen des Gesetzes (aflevering Schulzeit)
- 2009: Rosa Roth (aflevering Das Mädchen aus Sumy)
- 2009: Tatort – Familienaufstellung
- 2009: Nachtschicht (aflevering Wir sind die Polizei)
- 2009: Notruf Hafenkante (aflevering Knock Out)
- 2009–2011: Doctor’s Diary als Maurice Knechtelsdorfer
- 2009: Alarm für Cobra 11 – Die Autobahnpolizei (aflevering Geliebter Feind) als Tim
- 2010: Danni Lowinski als Rasoul Abbassi
- 2010: SOKO 5113 (aflevering Zimmer 105)
- 2012: Die Märchenstunde (aflevering Kalif Storch)
- 2013: Bully macht Buddy (aflevering Der Müslimann)

### Televisieshows
- 2020: Joko & Klaas gegen ProSieben (ProSieben)
- 2021: Wer stiehlt mir die Show? (ProSieben)

### Synchronisatie
- 2012: Hotel Transsilvanien als Jonathan (Andy Samberg)
- 2012–2013, 2016: Once Upon a Time – Es war einmal … als Billy
- 2013: Die Monster Uni als Art (Charlie Day)
- 2014: Paddington als Paddington (Ben Whishaw)
- 2017: Paddington 2 als Paddington (Ben Whishaw)
- 2023: Raus aus dem Teich als Mack (Kumail Nanjiani)

### Korte films
- 2014: Feier den Moment